# Pachycraerus nanus
Pachycraerus nanus är en skalbaggsart som beskrevs av Lewis 1907. Pachycraerus nanus ingår i släktet Pachycraerus och familjen stumpbaggar. Inga underarter finns listade i Catalogue of Life.